# コラボレーション

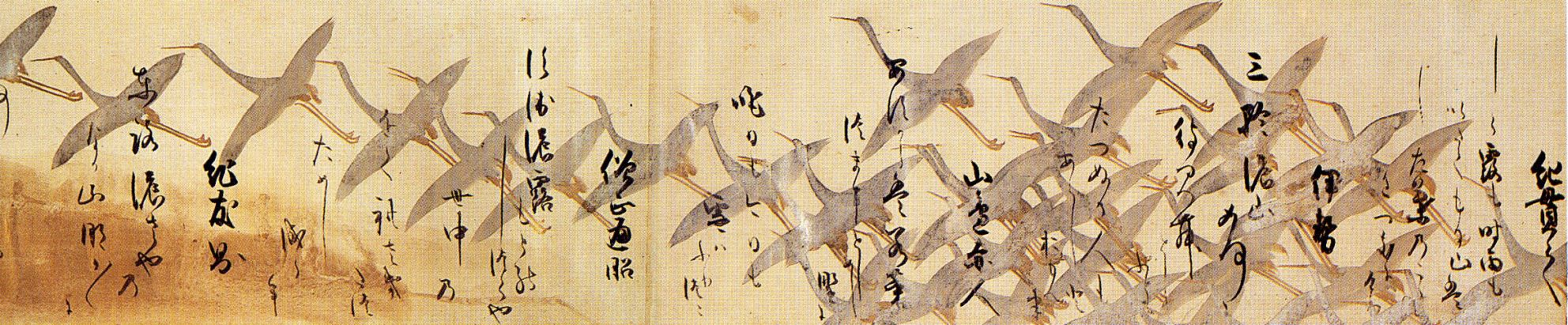
本阿弥光悦 書・俵屋宗達 下絵 『鶴下絵三十六歌仙和歌巻』（部分）／書の達人にして美のカリスマである光悦と、謎の天才絵師・宗達による、日本美術史上の記念碑的共同作品。琳派の黎明期に創出された一大共同作品である。「コラボレーション」という語がなかった時代のものであるが、今日そのように表現されることが多い。

コラボレーション（英: collaboration）は、「共に働く」「協力する」の意味で、「共演」・「合作」・「共同作業」・「利的協力」を指す語である。日本語ではコラボと略されることが多い。

## 概説
かつては「共演」などとするのが一般的だったが、いつしか「初コラボ」・「異色のコラボ」・「夢のコラボ」・「最強のコラボ」などと、いった形で宣伝の際に頻繁に用いられるようになった。
今日では、音楽や漫画などの著作物に限らず、ブランドと雑誌、小売店の共同企画など、あらゆる分野で「コラボレーション」の語が使われている。さらに、テレビ番組や広告、映画と音楽家・芸術家との共同企画にまで用いられるなど、用例が曖昧になっている。
相手との協力具合も建設の合弁事業と言える厳格なものから、映像で同じ画面に入ったという緩いものまでさまざまである。

## テレビ番組
同一の放送事業者内の異なる番組間で、また、資本関係の異なる放送事業者間で、番組を共同製作する場合、これをコラボレーションという。この場合、コンテンツや出演者の一部を互いに提供しあう。

## 音楽
音楽の場合、音楽家同士、あるいは他の分野のアーティストなどと一時的なユニットを組むことや、楽曲提供や音楽プロデュースなども含まれ、恒久的な活動をする場合はあまり使われない。「&」（アンド）、日本語の助詞の「と」、「×」（かける）、「VS」（バーサス）などで同列に扱われる場合を一般にコラボレーションと呼び、メインアーティストが存在しゲスト扱いになると「フィーチャリング」と呼ばれる。また、『FNS歌謡祭』『FNSうたの夏まつり』などのフジテレビの音楽番組では異なる2組以上の歌手・ダンサー・演奏家などのミュージシャンを組み合わせてコラボレーションで楽曲が披露される場合が多いため、「×」（かける）がテロップで多用されている。

## 漫画
漫画の分野においては、複数名の漫画家による合作が行われることがある。作画グループが複数の商業誌などで発表した一連の合作ではプロだけでなくアマチュアを含めた数十名の共同作業で作品が制作された。また、漫画雑誌の「企画」などでその雑誌に連載している作家のうち2名が、2作品の世界観が同一またはごく近接したものであるとみなし（あるいは、無理にでも一方を他方に合わせ）、2作品の登場人物たちを用いて1つの物語を描くといったクロスオーバー作品の形をとるものがあり、こうした合作は「コラボレーション作品」と呼ぶことがある。
なお、こうした合作は必ずしも雑誌主導で行われるものばかりではなく、柴田昌弘の『紅い牙』の番外編として1982年に発表された和田慎二の『超少女明日香』との番外編『獏ｰばくｰ』において、和田が「友情執筆」としていた例がある。

## コマーシャル
- コラボレーション広告は2001年、2002年に放送されたサントリーのコーヒー「BOSS」の広告で広く知られるようになった。松尾スズキからカバンを渡された永瀬正敏を布袋寅泰が追いかけるという内容であるが、この2人がCHEMISTRY（音楽ユニット）、スカイパーフェクTV!（放送業界）、富士フイルム（写真フィルムメーカー）、au（携帯電話）、全日空（航空業）の広告の世界に入り込んでしまうというものであった[2]。
- 2012年 - サントリー「BOSS」とソフトバンクモバイル（携帯電話）でのCMでコラボがあった[3]。

## テクノロジー
テクノロジーには、ソーシャルネットワーキング、インスタントメッセージング、チームスペース、Web共有、音声会議、ビデオ会議、電話など、グループメンバーが共同作業できるようにするさまざまなツールが含まれる。 
多くの大企業は、コラボレーションプラットフォームを採用して、従業員、顧客、およびパートナーがインテリジェントに接続してやり取りできるようにしている。
エンタープライズコラボレーションツールは、組織レベルまたはパートナーとの集合知、スタッフ間のコラボレーションを促進することに重点を置いている。
これには、スタッフのネットワーク形成、専門家の推奨事項、情報共有、専門家の場所、同僚からのフィードバック、リアルタイムのコラボレーションなどの機能が含まれる。
個人レベルでは、従業員は組織意識、プロフィール、および相互作用を強化できる。
コラボレーションには、非同期および同期の両方のコミュニケーション方法が含まれ、さまざまなソフトウェアパッケージの包括的な機能である。
おそらく、最も一般的な同期コラボレーション方式はWeb会議であるが、これにはIP電話、インスタントメッセージング、およびリアルタイム動画も含まれる。
共同作業の有効性は、次の3つの重要な要因によって決まる。
- コミュニケーション
- en:Content management
- ワークフロー